# Raffaele Marcoli
Raffaele Marcoli (Turbigo, 27 marzo 1940 – Feriolo, 29 agosto 1966) è stato un ciclista su strada italiano.
Professionista tra il 1963 e il 1966, conta quattro vittorie di tappa al Giro d'Italia.

## Carriera
Corse per la Legnano, la Maino e la Sanson, distinguendosi come velocista. Tra le vittorie da professionista vi sono quattro tappe al Giro d'Italia, una nel 1964, due nel 1965 e una nel 1966; una tappa alla Tirreno-Adriatico nel 1966 e la Coppa Bernocchi dello stesso anno. Inoltre colse importanti piazzamenti come il secondo posto alla Milano-Vignola 1963 e il quinto al Trofeo Matteotti 1964.
Morì nel 1966 all'età di 26 anni insieme alla fidanzata in un incidente stradale lungo la strada statale 33 del Sempione nei pressi di Feriolo, frazione di Baveno.

## Palmarès
- 1962 (dilettanti)

G.P. Coperte di Somma
Coppa d'Inverno
- 1964 (Legnano, una vittoria)

11ª tappa Giro d'Italia (Rimini > San Benedetto del Tronto)
- 1965 (Maino, due vittorie)

12ª tappa Giro d'Italia (Agrigento > Siracusa)
17ª tappa Giro d'Italia (Torino > Biandronno)
- 1966 (Sanson, tre vittorie)

3ª tappa Tirreno-Adriatico (San Benedetto del Tronto > Pescara)
6ª tappa Giro d'Italia (Chianciano Terme > Roma)
Coppa Bernocchi

### Altri successi
- 1965 (Maino)

Circuito di Scorzé
- 1966 (Sanson)

Circuito di Morazzone

## Piazzamenti

### Grandi Giri
- Giro d'Italia

1963: 85º
1964: 94º
1965: 66º
1966: 56º

### Classiche monumento
- Milano-Sanremo

1964: 102º
1966: 19º